# Дамаск (мухафаза)
Дама́ск (араб. ريف دمشق‎, Димашк) — одна из 14 мухафаз на юго-западе Сирии. Административный центр — город Дамаск, который также является столицей страны. Крупнейшие города — Дамаск, Дума, Эль-Хаджар-эль-Асвад, Дарайя, Эт-Талль, Эн-Набк, Ирбин, Ябруд, Хараста-эль-Басаль, Джайруд, Думайр, Эз-Забадани. Площадь — 18 018 км², население — 2 836 000 человек (2011 год).

## География
На северо-востоке граничит с мухафазой Хомс, на юге с мухафазой Эс-Сувайда, на юго-западе с мухафазами Даръа и Эль-Кунейтра, на юго-востоке с Иорданией, на северо-западе с Ливаном. Мухафаза полностью окружает город Дамаск, который имеет статус отдельной мухафазы. Включает оазис Гута. На западе провинции расположены горы Антиливан.

## Административное деление
Делится на 10 районов (десятый, Кадсая, был создан в феврале 2009 года) и 37 подрайонов.
1. Эль-Кутайфа
2. Центральный район
3. Эн-Небк
4. Эт-Телль
5. Дарайя
6. Дума
7. Катана
8. Ябруд
9. Эс-Зибадан
10. Кадсая